# Либерально-социалистическая партия (Швейцария)
Либерально-социалистическая партия — бывшая социально-либеральная политическая партия Швейцарии.

## История
Партия была основана в 1946 году после отделения от движения Freiwirtschaftliche Bewegung (фр. Mouvement franchiste). Основополагающим принципом партии была теория «свободной экономики» Сильвио Гезелля.
Кроме нескольких депутатов кантональных советов, от партии был избран член Федерального совета архитектор и политик Ганс Бернулли и депутаты Национального совета Вернер Шмид (1947—1951 и 1962—1971) и Фридрих Зальцман (1971—1978)
Партия стала особенно известна после активной поддержки инициативы «Гарантия покупательной способности и полной занятости», а затем соответствующего референдума 1951 года, который был отвергнут 87,6% голосов избирателей.
В 1990 году партия прекратила своё существование после присоединения к INWO-Schweiz.